# Riva (Band)
Riva war eine jugoslawische Popgruppe aus der heute in Kroatien liegenden Stadt Zadar.

## Geschichte
Riva wurde 1988 gegründet und vertrat 1989 Jugoslawien am Eurovision Song Contest in Lausanne. Zwar gewannen sie den Wettbewerb mit dem Lied Rock Me, trotzdem wurde das Lied kein kommerzieller Erfolg. Im Jahr 1992 löste sich die Band wieder auf. Die Leadsängerin Emilija Kokić startete später eine erfolgreiche Solokarriere in Kroatien.

## Diskografie
Alben
- 1989: Rock Me
- 1990: Srce laneta

Singles
- 1989: Rock Me